# Mistrzostwa Azji we Wspinaczce Sportowej 2018
Mistrzostwa Azji we Wspinaczce Sportowej 2018 – 26. edycja Mistrzostw Azji we wspinaczce sportowej, która odbyła się w dniach 7–11 listopada 2018 w japońskim Kurayoshi. 
Podczas zawodów wspinaczkowych zawodnicy i zawodniczki rywalizowali w 8 konkurencjach. Po raz pierwszy na mistrzostwach Azji rozegrano wspinaczkę łączną. Debiut tej konkurencji wynikał z faktu, że wspinaczka sportowa ma być rozgrywana na IO 2020 w tej formule. Mistrzostwa zdominowali wspinacze gospodarza zawodów zdobywając łącznie 14 medali (w tym 5 złotych, 6 srebrnych i 3 brązowe).

## Konkurencje
Mężczyźni
- bouldering, prowadzenie, na czas i wspinaczka łączna

Kobiety
- bouldering, prowadzenie, na czas i wspinaczka łączna

## Medaliści
| Konkurencja        | Złoto                        | Srebro                     | Brąz                             |
| ------------------ | ---------------------------- | -------------------------- | -------------------------------- |
| Mężczyźni          |                              |                            |                                  |
| bouldering.        | Japonia · Meichi Narasaki    | Japonia · Keita Watabe     | Chiny · Pan Yufei                |
| prowadzenie.       | Japonia · Kokoro Fujii       | Japonia · Hidemasa Nishida | Japonia · Tomoaki Takata         |
| wsp. na czas.      | Indonezja · Alfian Muhammad  | Indonezja · Sabri          | Indonezja · Aspar Jaelolo        |
| wspinaczka łączna. | Japonia · Meichi Narasaki    | Japonia · Kokoro Fujii     | Chiny · Pan Yufei                |
| Kobiety            |                              |                            |                                  |
| bouldering.        | Japonia · Futaba Ito         | Japonia · Nanako Kura      | Japonia · Saki Kikuchi           |
| prowadzenie.       | Korea Południowa · Kim Ja-in | Japonia · Akiyo Noguchi    | Japonia · Mei Kotake             |
| wsp. na czas.      | Indonezja · Agustina Sari    | Chiny · Song Yiling        | Indonezja · Aries Susanti Rahayu |
| wspinaczka łączna  | Japonia · Miho Nonaka        | Japonia · Futaba Ito       | Korea Południowa · Kim Ja-in     |

## Klasyfikacja medalowa
* Gospodarz zawodów został zaznaczony tym kolorem.
|                   |                   |   |   |   |    |  |  |  |  |
| 1                 | Japonia           | 5 | 6 | 3 | 14 |  |  |  |  |
| 2                 | Indonezja         | 2 | 1 | 2 | 5  |  |  |  |  |
| 3                 | Korea Południowa  | 1 | 0 | 1 | 2  |  |  |  |  |
| 4                 | Chiny             | 0 | 1 | 2 | 3  |  |  |  |  |
| Ogółem (4 państw) | Ogółem (4 państw) | 8 | 8 | 8 | 24 |  |  |  |  |

Źródła: